# The Adventures of Pluto Nash
The Adventures of Pluto Nash er en amerikansk film fra 2002 instrueret af Ron Underwood med Eddie Murphy i hovedrollen. Filmen er indenfor genrerne science fiction og komedie.
Filmen anses som et af de største flop inden for filmindustrien, da den ca. 120 mio. dollar dyre film alene indspillede 7,1 mio. dollars.
Filmen modtog dårlige anmeldelser af anmelderne, og blev af filmsitet Rotten Tomatoes kåret som den næstdårligste film i 2000'erne, kun overgået af Big Momma's House 2. Filmen blev tillige indstillet til en Golden Raspberry Award ved den Den 25. Razzie-Uddeling i kategorien "Værste komedie de sidste 25 år". 
Filmen foregår på Månen i 2087, der er en art Vilde Vesten, hvor Pluto Nash (spillet af Eddie Murphy) driver en natklub. 

## Medvirkende
| Skuespiller         | Rolle         |
| ------------------- | ------------- |
| Eddie Murphy        | Pluto Nash    |
| Randy Quaid         | Bruno         |
| Rosario Dawson      | Dina Lake     |
| Joe Pantoliano      | Mogan         |
| Jay Mohr            | Tony Francis  |
| Luis Guzmán         | Felix Laranga |
| James Rebhorn       | Belcher       |
| Peter Boyle         | Rowland       |
| Burt Young          | Gino          |
| Miguel A. Núñez Jr. | Miguel        |
| Pam Grier           | Flura Nash    |
| John Cleese         | James         |
| Victor Varnado      | Kelp          |